# Чеба (река, впадает в Ройкнаволоцкое озеро)
Чеба — река в России, протекает на севере Суоярвского района Карелии.
Исток — озеро Кайдамярат, примыкающее к более крупному озеру Мярат. Течёт на север, впадает в южную оконечность озера Ройкнаволоцкого, через которое протекает Суна.
Длина реки составляет 8 км, площадь водосборного бассейна — 495 км².
Протекает по незаселённой местности. Ближайший населённый пункт — посёлок Гимолы — находится в 20 км восточнее реки.

## Бассейн
К бассейну Чебы относятся озёра:
- Кивикко-Сяюняс
- Мярат
- Вонгозеро
- Савиярви
- Сарги
- Матка
- Лубоярви
- Сапсангоярви (с вытекающей р. Сапсангой)